# União da Vitória
União da Vitória é um município brasileiro do estado do Paraná. Pertence à Região Geográfica Imediata de União da Vitória e também a Região Geográfica Intermediária de Curitiba, apesar de que formalmente está localizada no extremo Sul do estado. Fica 243 km a oeste da capital do estado e a 1.472 km da capital do país.
Sua população, conforme estimativas do IBGE de 2022, era de 55 033 habitantes.
A cidade faz divisa com Porto União, no estado de Santa Catarina, através de uma linha férrea e também pelo Rio Iguaçu, que corta o município. Essa divisão entre as duas cidades, forma um único núcleo urbano de aproximadamente 88.000 mil habitantes, sendo conhecida como as "Gêmeas do Iguaçu".

## História

### Antecedentes
A região do Vale do Iguaçu, onde hoje está o município, foi inicialmente habitada por povos indígenas dos povos botocudos e caingangues. Por volta de 1726 ocorreram as primeiras expedições nesta região, e com a descoberta e ocupação dos Campos de Palmas, onde havia cabeças de gado. Para levar o gado de Palmas até a cidade de Palmeira, era necessário encurtar este caminho para levar as cabeças para serem comercializadas em forma de carne.
Diante da vontade da população palmense de levar sua produção de gado para os grandes centros, o bandeirante curitibano Pedro de Siqueira Cortes, em 12 de abril de 1842, descobriu um vau sobre o Rio Iguaçu que permitia a passagem das tropas de gado, e que também servia como ponto de embarque e desembarque das cabeças. Por causa deste vau, a distância enfim foi encurtada e em 1855, a localidade passou a se chamar Porto União da Vitória.

### Formação e progresso do município

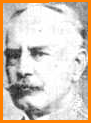
O Coronel Amazonas de Araújo Marcondes, o primeiro prefeito

Em 1880 fixa-se na localidade o Coronel Amazonas de Araújo Marcondes, oriundo de Palmas, que foi o responsável por trazer até esta região os primeiros imigrantes europeus, além de implantar a navegação a vapor no Rio Iguaçu, que levava as mercadorias e o gado produzido na região a outras localidades.
No mesmo ano, com o crescente progresso econômico, União da Vitória foi elevada à categoria de Freguesia de acordo com a lei provincial nº 615 de 22 de abril de 1880. União da Vitória foi elevada à categoria de município, de acordo com a lei estadual n.º 54, de 27 de março de 1890, desmembrando-se de Palmas. O Coronel Amazonas foi o primeiro intendente municipal.
Durante seu histórico de formação territorial, foram criados distritos que, hoje, são municípios como Cruz Machado, Paula Freitas e Porto Vitória.
Em 1905 os trilhos da Estrada de Ferro São Paulo Rio Grande cortaram a cidade, sendo inaugurada a primeira Estação Ferroviária. Com a nova estrada de ferro, a extração madeireira ganhou impulso e o número de serrarias instaladas no município aumentou significativamente.
Apesar do progresso que a ferrovia proporcionava a cidade, a região era surpreendida pelos conflitos causados pela Guerra do Contestado, entre paranaenses e catarinenses, pela posse de uma região rica na extração de erva-mate e madeira que abrangia o atual meio-oeste catarinense e o sul e sudoeste paranaense.
União da Vitória também estava inserida no meio desses conflitos, quando tornou-se capital provisória do Estado das Missões, cujo território era a zona do Contestado. A criação deste estado solucionaria a questão de limites entre os dois estados, evitando que a região fosse anexada ao território catarinense. O temor dos líderes do Paraná era de que essa região fosse esquecida pelos governantes catarinenses.
A ideia do Estado das Missões não vingou, e em 1916, com o acordo de limites entre os dois estados, a então Porto União da Vitória ficou dividida em duas, passando a parte pertencente ao Paraná a denominar-se União da Vitória, e a parte pertencente a Santa Catarina, Porto União, sendo que a linha férrea passou a dividir as duas cidades até hoje.

## Geografia

### Localização
União da Vitória está localizada a 26°13'48" latitude sul e 51°05'11" longitude oeste, na região sul do estado do Paraná, no terceiro planalto paranaense, também chamado de Planalto de Guarapuava. Limita-se ao norte com o município de Cruz Machado, ao sul com o estado de Santa Catarina, a oeste com Porto Vitória e Bituruna, e a leste com Paula Freitas e Paulo Frontin.
A área do município é de 720 km², representando 0,3612 % do estado do Paraná, 0,1278 % da Região Sul e 0,0085 % de todo o território brasileiro.
A cidade situa-se na bacia hidrográfica do Médio Iguaçu, tendo como rio principal, o rio Iguaçu, que corta a cidade num formato de "U" e separa o estado do Paraná de Santa Catarina abaixo da entrada da ponte Machado da Costa.

### Geomorfologia
União da vitória encontra-se no Terceiro Planalto Paranaense, sendo limitado pela Serra da Esperança na Escarpa Mesozoica com uma altitude média de 830 metros  tendo como ponto culminante o pico Tem Que Vê, que tem 1.300 metros de altitude. Cerca de 60% do território união-vitoriense é acidentado, 25% de terras onduladas e os outros 15% de terras levemente onduladas. Sendo que é inclinado para o oeste, descambando nas planícies das barrancas do rio Paraná. Já a parte que localiza-se na margem esquerda do Rio Iguaçu é pertencente ao Tropp de Santa Catarina, sendo que este tem uma formação idêntica ao do Terceiro Planalto. Somente uma pequena parte está situado a leste da Escarpa Mesozoica fazendo parte do Segundo Planalto Paranaense, sendo este relevo menos acidentado. Depósitos recentes nos vales do Rio Iguaçu, Vermelho, da Prata e dos banhados formam as planícies de várzeas, sendo no meio delas encontram-se os morros do Cristo e do Baú.

### Solos
Os solos do município são eluviais e aluviais e possuem uma estrutura argilo-arenosa, sendo solos ácidos com pouca fertilidade contudo eles podem ser melhorados com a aplicação de corretivos e fertilizantes, mas devido a topografia ser bastante acidentada a atividade agrícola é restrita.

### Hidrografia
União da Vitória é banhado pela bacia do rio Iguaçu, sendo que os afluentes destes na margem direita são os rios Palmital, da Prata, dos Banhados, Correntes, Guabiroba, Vermelho e do Soldado. Já na margem esquerda encontram-se o rio Jacu e os córregos da Areia, Lajeado, da Cachoeira, Barra Grande e Lajeadinho.
Nascendo na localidade de Palmital de Cima, na Serra da Esperança recebendo os afluentes do rio Vermelho, Santa Vitória, Louro, Córrego Fundo, Arrio do Corvo e Arroio do Abarracamento. nas Serra da Esperança também nasce o Rio da Prata recebendo ao longo do seu curso os rios São Joaquim, Bugre, Fartura, Bracatinga, Santo Antônio, Barreado, Arrozal, São Domingos, do Meio e Papua. O rio Vermelho nascendo na Serra da Esperança recebendo os arroios Faxinal, Serradão, Tanque e Taió.

### Subdivisões
União da Vitória é constituída de três distritos administrativos: o distrito Sede, São Domingos e São Cristóvão

#### Bairros
O município possui cerca de 22 bairros divididos de acordo com dados do censo do IBGE e da prefeitura da cidade.
- Bela Vista
- Bento Munhoz da Rocha
- Bom Jesus
- Centro
- Cidade Jardim
- Cristo Rei
- Dona Mercedes
- Limeira
- Navegantes
- Nossa Senhora da Salete
- Nossa Senhora das Graças
- Ouro Verde
- Ponte Nova
- Rio d’Areia
- Rocio
- Sagrada Família
- São Basílio Magno
- São Bernardo
- São Braz
- São Gabriel
- São Joaquim
- São Sebastião

### Clima
O clima predominante segundo a classificação de Köppen é o Cfb, Clima subtropical úmido (mesotérmico), com média do mês mais quente superior a 22 °C e do mês mais frio inferior a 18 °C, sem estação seca definida. Os invernos são marcados por geadas severas e frequentes, com temperaturas mínimas que atingem marcas negativas. Em 2013 nevou.

### Vegetação
A vegetação predominante da região é a floresta de araucária além da presença de florestas de imbuia e de árvores reflorestadas, como pinus e eucalipto. Pinheiro Paranaense (Araucária Angustifólia); Imbúia (Ocotea Porosa); Cedro Rosa (Cedrela Fissilis); Canela Guaicá (Ocotea Puberula); Canela Lageana (Ocotea Pulchella); Louro Pardo (Cordia Trichatoma); Sassafrás (Ocotea Pretiosa); Bracatinga (Mimosa Scabrella); Erva Mate (Ilex Paraguariensis); Guabiroba da Serra (Brittoa) são as principais espécies nativas da região.

### Fauna
Com uma fauna rica e diversificada pode-se encontrar aves como o Pintassilgo, Azulão, Papagaio do Peito Roxo, Canário da Terra, Gralha Azul, Pica-Pau e Harpia, sendo que a última está em extinção. Já de Mamíferos é conhecido a Paca, Capivara, Veado Pardo, Irara (uma espécie de roedor), Raposa, Tatu, Gambá e Jaguatirica. Os peixes encontrados nos rios de União da Vitória são a Traíra, Lambari, Carpa, Tilápia, Corimba, Pintado e Bagre Africano.

## Demografia

### População
Segundo o último censo realizado pelo Instituto Brasileiro de Geografia e Estatística (IBGE) em 2010, União da Vitória possui 52 735 habitantes, sendo o 32º município mais populoso do Paraná, e apresentando uma densidade populacional de 73,22 habitantes por km². Segundo o censo de 2010, 25 818 habitantes são homens e 26 917 habitantes são mulheres. De acordo o mesmo censo, 49 983 habitantes viviam na zona urbana e 2 752 na zona rural.

### Formação étnica
Influenciados pelo Coronel Amazonas, chegaram a região, por volta de 1881, a primeira leva de imigrantes alemães, vindos do Vale do Itajaí em Santa Catarina, que formaram pequenos núcleos de imigrantes. Após a chegada dos alemães, estabeleceram na cidade os imigrantes italianos, que se dedicaram a agricultura e a navegação; os poloneses, que se dedicaram a agricultura e ao cultivo da terra; os ucranianos, vindos da Galícia e da Bucovina, que trabalharam como lavradores e mantinham seus costumes, até hoje preservados e os sírio-libaneses que se dedicaram ao comércio, existente até os dias atuais. Todos esses imigrantes formam uma interessante diversidade cultural que ajudaram na formação do município. Também se estabeleceram, em menor escala, migrantes vindos de outros estados, principalmente catarinenses e gaúchos, descendentes de europeus.
| Etnias   |       |
| -------- | ----- |
| Branca   | 91,1% |
| Parda    | 6.2%  |
| Negra    | 1,6%  |
| Amarela  | 0,9%  |
| Indigena | 0,2%  |

## Economia
Segundo dados do IBGE de 2008, o produto interno bruto (PIB) de União da Vitória era de aproximadamente R$ 519 602,453 mil. Desse total 519 602 mil 
são de impostos sobre produtos líquidos de subsídios. O PIB per capita é de R$ 9 794,95.
Setor primário
A agricultura é o setor menos relevante da economia união-vitoriense. De todo o PIB municipal R$ 17 602 é o valor adicionado bruto da agropecuária. Segundo o IBGE em 2008 o município possuía um rebanho de 10 000 bovinos, 900 equinos, 8 100 suínos, 220 caprinos, 150 bubalinos, 170 muares, 2 000 ovinos e 97 545 aves, dentre estas 38 000 galinhas e 59 545 galos, frangos e pintinhos. Em 2009, o município produziu 1 339 mil litros de leite, de 140 mil dúzias de ovos de galinha, 3 000 quilos de lã e 55 000 quilos de mel-de-abelha. Na lavoura temporária são produzidos principalmente o milho (1570 toneladas), a mandioca (8500 toneladas) e a soja (3600 toneladas). No ano de 2006 existiam 830 estabelecimentos agropecuários que somavam no total 31517 hectares.
Setor secundário
A indústria atualmente é o segundo setor mais relevante para a economia da cidade. R$ 111 544 do PIB municipal são do valor adicionado bruto da indústria (setor secundário).
Setor terciário
R$ 334 762 mil do PIB municipal são de prestações de serviços. O setor terciário atualmente é a maior fonte geradora de todo o PIB municipal. De acordo com o IBGE, a cidade possuía no ano de 2009 2 201 unidades locais, 2 129 empresas atuantes e 24 636 trabalhadores, sendo 13 574 pessoal ocupado total e 11 062 ocupado assalariado. Salários juntamente com outras remunerações somavam R$ 140 505 e o salário médio mensal de todo município era de 2,2 salários mínimos.

## Infraestrutura

### Transportes
União da Vitória é cortada pela linha férrea que pertencia a Estrada de Ferro São Paulo Rio Grande, construída em 1905 que saia de Itararé, no estado de São Paulo e ia até Marcelino Ramos no Rio Grande do Sul. Esta linha que delimita a cidade e o estado do Paraná de Porto União e de Santa Catarina, chegou a ser desativada por um certo período, sendo a linha que cortava o distrito de São Cristóvão foi retirada; a linha que sai da Ponte Machado da Costa até a cidade catarinense de Matos Costa foi reativada.

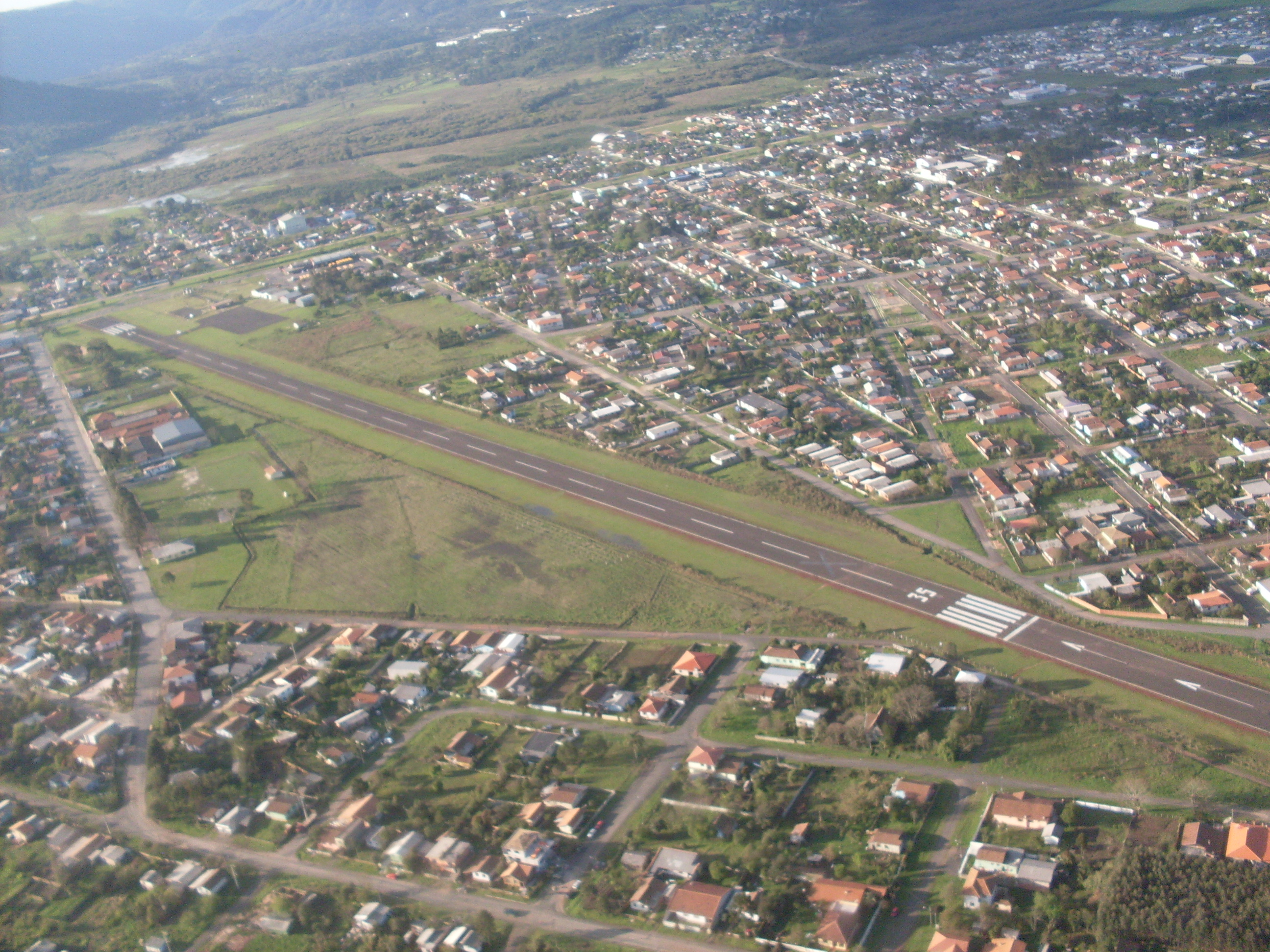
Aeroporto Municipal de União da Vitória

A malha viária da cidade é composta por duas importantes rodovias federais, a BR-153 liga União da Vitória a nordeste com Paulo Frontin, Irati, Jacarezinho, Ourinhos, São José do Rio Preto, Goiânia, Anápolis, Gurupi e Araguaína, liga União da Vitória a sudoeste com General Carneiro, Concórdia, Erechim, Passo Fundo até a fronteira com o Uruguai e a BR-476 que liga União da Vitória a nordeste com Paula Freitas, São Mateus do Sul, Lapa, Contenda, Curitiba e o Vale do Ribeira. O município também tem acesso pela rodovias estaduais PR-447, que liga a noroeste até Cruz Machado e a PR-446 que liga a oeste com Porto Vitória e Bituruna.
A cidade também possui um aeroporto, o Aeroporto José Cleto, situado no distrito de São Cristóvão, que teve sua pavimentação renovada em fevereiro de 2006 com investimentos de R$ 142 mil da Secretaria de Transportes do Paraná.
O transporte coletivo da cidade é operado pela empresa Viação Piedade, que desde março de 2003 é responsável pelo transporte de passageiros no perímetro urbano e área rural de União da Vitória, tendo como destino final, o terminal urbano localizado na Praça Visconde de Nácar em frente a Estação Ferroviária na região central da cidade.
A frota municipal de União da Vitória em 2009, é composta por 13.469 automóveis, 3.791 motocicletas, 1.828 caminhonetes, 1.245 caminhões, 999 motonetas, 200 caminhões trator, 62 ônibus, 40 micro-ônibus e 1 trator.

### Educação
Em União da Vitória existem várias escolas distribuídas nas mais diversas partes do município. Segundo levantamento de 2009, existem no município 12.538 matrículas, 773 docentes e 86 escolas nas redes públicas e particulares, além de um Campus do Instituto Federal do Paraná.
União da Vitória também é considerada uma cidade universitária, com três instituições de ensino superior que oferecem cursos de graduação e pós-graduação, atraindo estudantes de outras regiões paranaenses: Faculdade Estadual de Filosofia, Ciências e Letras (FAFIUV), atualmente campus da Universidade Estadual do Paraná (UNESPAR), o Centro Universitário de União da Vitória (UNIUV) e as Faculdades Integradas do Vale do Iguaçu (UNIGUAÇU), além do núcleo universitário da Universidade do Contestado (UNC) em Porto União.
| Ensino pré-escolar | 1.190 | 78  | 28 |
| Ensino fundamental | 9.011 | 475 | 43 |
| Ensino médio       | 2.337 | 220 | 15 |

### Saúde
Segundo último levantamento feito pelo IBGE, o município contava com 233 leitos hospitalares, além de 47 estabelecimentos de saúde, sendo 25 deles privados e 22 públicos entre hospitais, pronto socorros, postos de saúde e serviços odontológicos. Em União da Vitória existem dois hospitais, sendo ambos filantrópicos.
Segundo levantamento feito em 2009 pelo Sistema Único de Saúde, União da Vitória contava com 55 auxiliares de enfermagem, 135 clínicos gerais, 31 enfermeiros, 51 genico obstetras, 21 pediatras, entre outras categorias que totalizam 403 profissionais de saúde.

### Serviços e comunicações
O serviço de coleta de esgoto e de abastecimento de água de toda a cidade é feito pela Companhia de Saneamento do Paraná (SANEPAR), onde grande parte da água consumida na cidade, e também em Porto União, é oriunda do Rio Iguaçu e de pequenos reservatórios subterrâneos e mananciais. Grande parte da cidade é atendida pela rede de distribuição de energia elétrica feita pela Companhia Paranaense de Energia (COPEL).
Ainda há serviços de internet discada e banda larga (ADSL, Fibra ótica) sendo oferecidos por diversos provedores de acesso gratuitos e mediante pagamento. O serviço telefônico móvel, por telefone celular, é oferecido por diversas operadoras. O código de área (DDD) de União da Vitória é o 042 e com as alterações nos Código de Endereçamento Postal (CEP) em União da Vitória cada rua tem seu próprio código..
O município também conta com jornais em circulação. São os principais o Jornal O Comércio (83 anos), Jornal Caiçara, A Cidade e Jornal O Iguassú. Também existem rádios, sendo as principais a afiliada JOVEM PAN (98.3 FM), Verde Vale FM (94.1), a Rádio União (1070 AM) e a Rádio Educadora (1480 AM). A cidade também possui uma emissora de televisão, a TV Mill afiliada a TV Cultura e possui uma sucursal da RPC TV de Guarapuava, emissora afiliada à Rede Globo no estado do Paraná.

## Cultura e Lazer

### Turismo

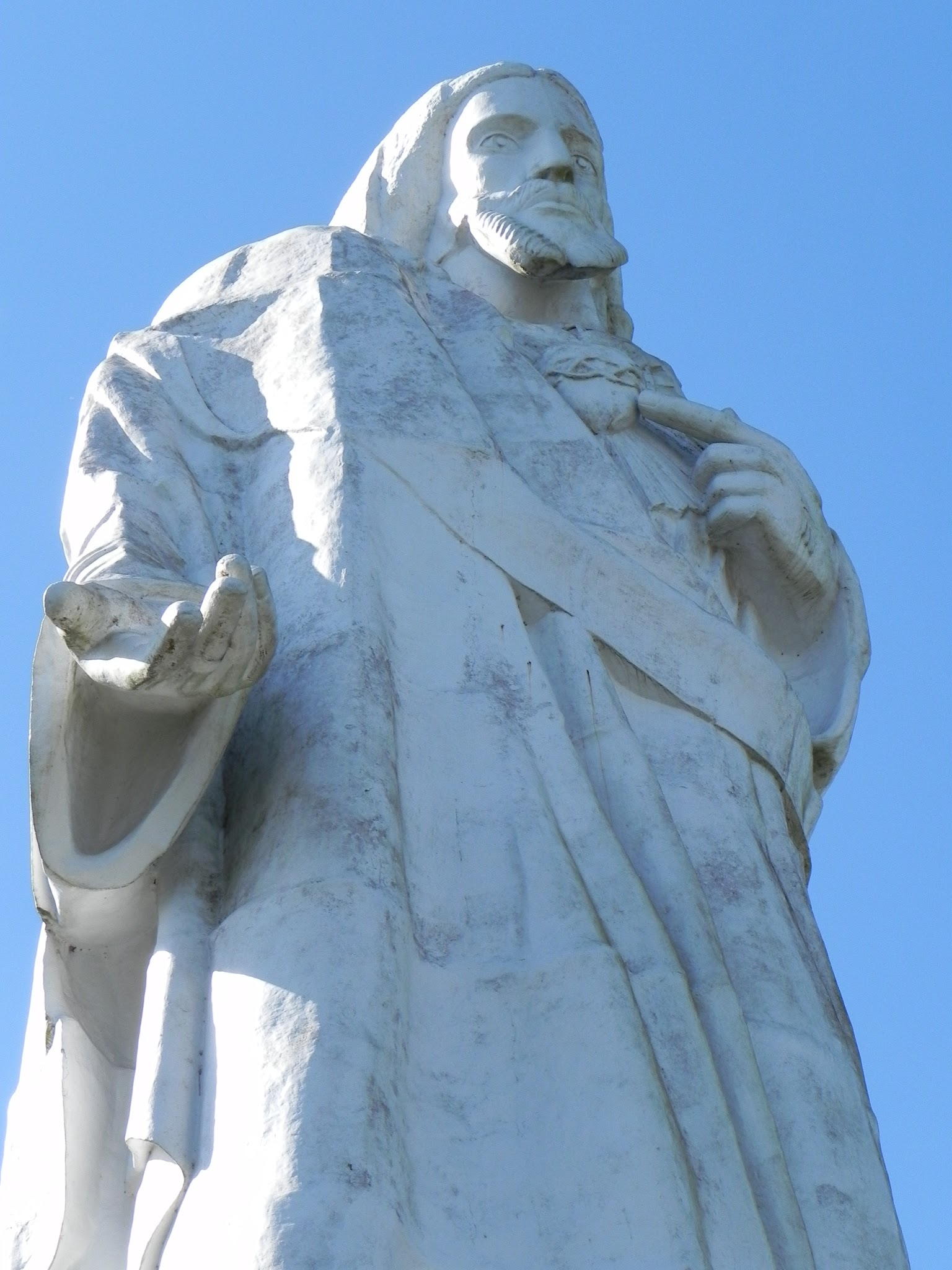
Cristo Sagrado Coração de Jesus de União da Vitória.

O município é bem servido de atrações turísticas, tanto na área urbana, quanto na área rural do município.

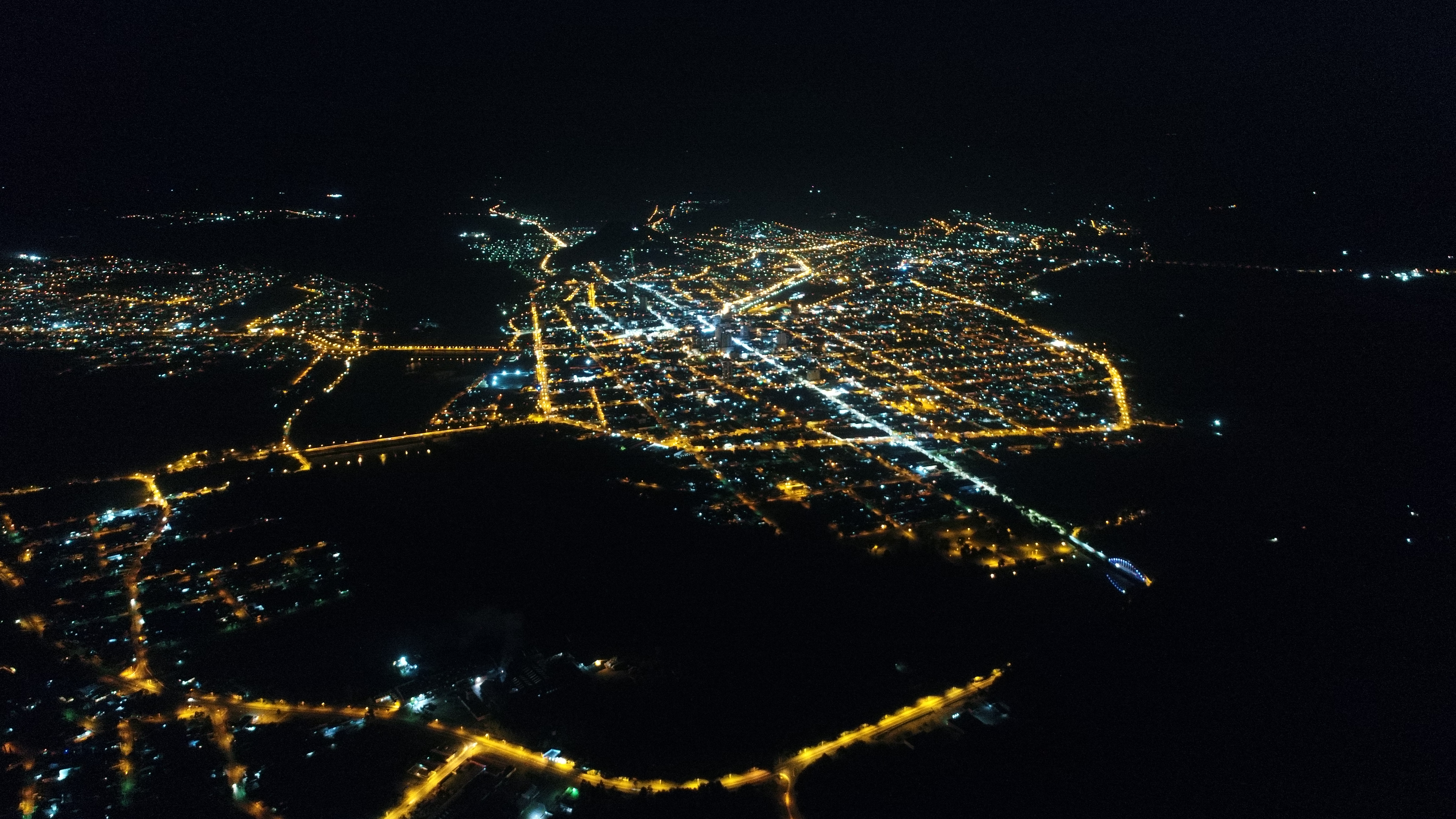
Panorâmica a noite, União da Vitoria e Porto União. Imagem Registrada do alto do morro do Cristo

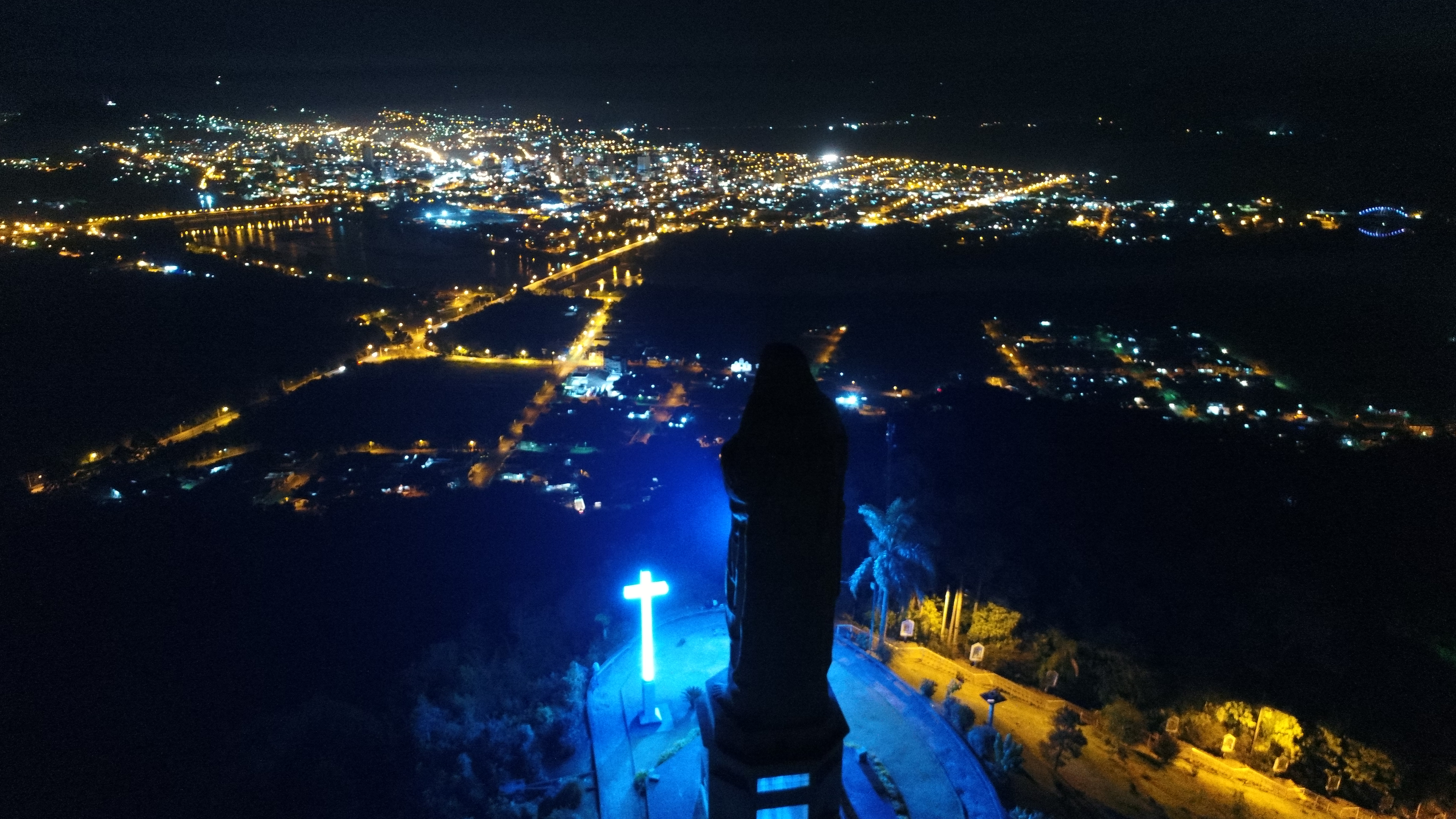
Panorâmica a noite do Cristo (Coração de Jesus), União da Vitoria e Porto União. Imagem Registrada do alto do morro do Cristo.

Alguns dos principais pontos turísticos de União da Vitória são:

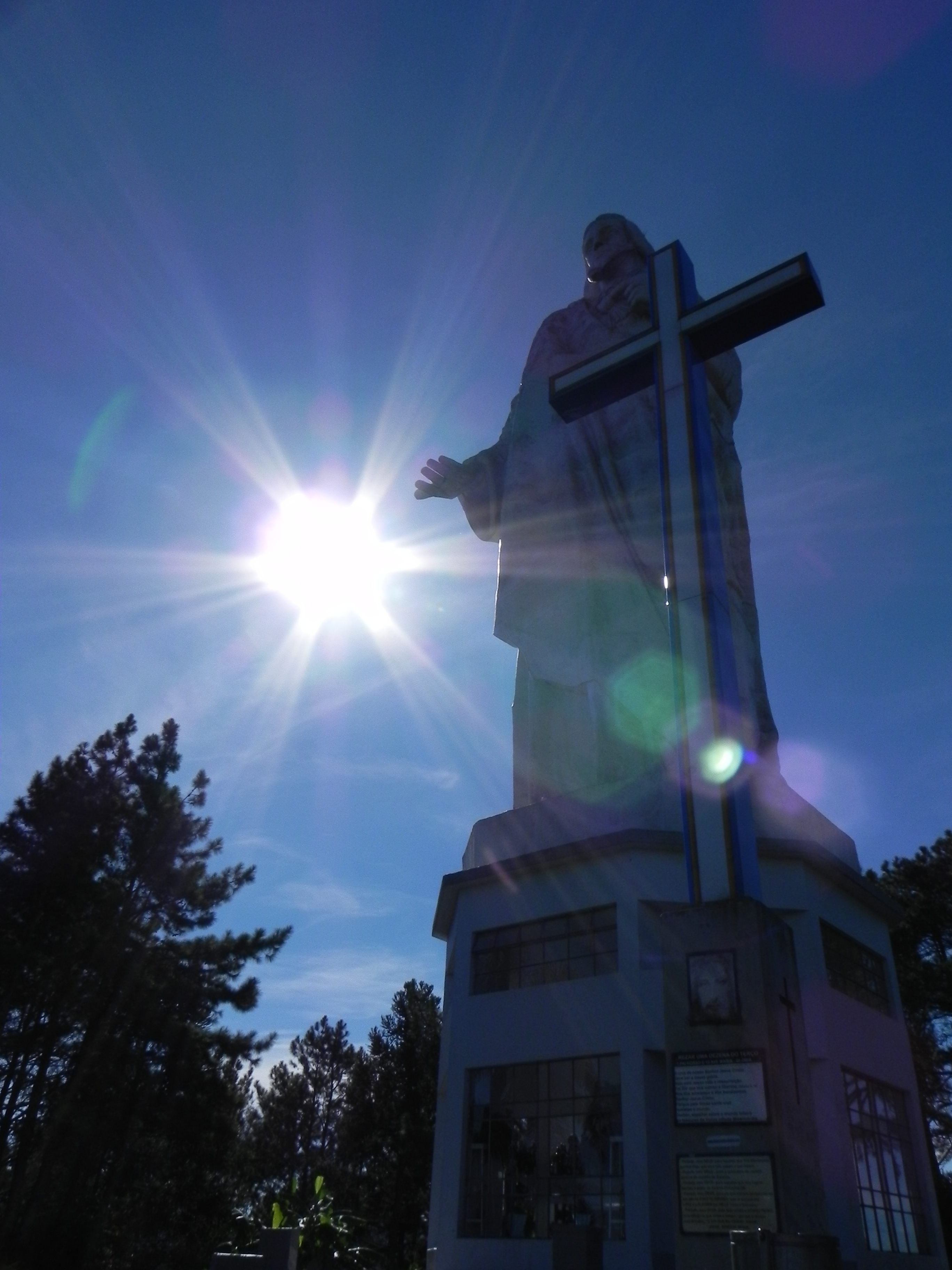
Monumento Sagrado Coração de Jesus

- Monumento Sagrado Coração de JesusImagem do Sagrado Coração de Jesus: A grande estátua de 27 metros de altura, que representa a imagem do Sagrado Coração de Jesus, padroeiro da cidade, está localizada a 928 metros de altitude. Inaugurada em 1968, tem uma escadaria de acesso de 224 degraus, que leva até o topo. A imagem, fixada num pedestal de 6 metros com uma pequena capela em seu interior, é considerada a segunda maior do Brasil, atrás apenas do Cristo Redentor, no Rio de Janeiro.[38]
- Estação Ferroviária: Foi construída em 1942, com os dois lados iguais tanto para União da Vitória quanto para Porto União, onde os trens faziam uma parada única, nas duas cidades de uma vez só, a fim de substituir as duas estações que ficavam cada uma em uma cidade. Hoje, a estação do lado união-vitoriense pertence a Secretaria Municipal da Cultura.[24]
- Maria Fumaça 310: Concebida nos Estados Unidos em 1913, sob o pseudônimo de 310, a Maria Fumaça ficou instalada na Praça Visconde de Nácar da década de 1970 até meados de 2005[38], quando foi restaurada pela Associação dos Amigos do Trem de União da Vitória e Porto União, que utilizaram-se de financiamento do Ministério do Turismo para pôr a locomotiva novamente nos trilhos.[39] Hoje, são feitos passeios de trem, saindo de União da Vitória até a estação de Engenheiro Mello, na cidade catarinense de Matos Costa.
- Catedral Sagrado Coração de Jesus: Situada de frente a Praça Coronel Amazonas, no Centro, teve sua pedra fundamental lançada em 20 de maio de 1917 e sua fundação aconteceu em 20 de setembro daquele mesmo ano. Sua construção foi motivada pela perda da primeira igreja para o território catarinense, ganhando um significado político-histórico.[40]
- Ponte dos Arcos: Localizada sobre o Rio Iguaçu, foi inaugurada em 1944, recebendo o nome do então governador do estado, Manoel Ribas. Foi a primeira ponte rodoviária da cidade, e hoje é um dos principais acessos até a área central, com tráfego nos dois sentidos da ponte.[40]
- Ponte Machado da Costa: Inaugurada em 1906, foi a primeira ponte efetiva do município, de onde passavam os trens que atravessavam a cidade. A ponte tem um importante significado histórico para a cidade, servindo atualmente de acesso do Centro para o distrito de São Cristóvão, na margem oposta do Rio Iguaçu, tendo tráfego para ciclistas e pedestres.[40] A área onde havia a linha férrea deu lugar a um acesso para veículos.
- Igreja Ucraniana São Basílio Magno: Construída em 1902, possui uma arquitetura de estilo bizantino com figuras sacras pintadas a óleo. Possui uma arquitetura que mantém uma arquitetura característica do Leste Europeu, de onde vieram os imigrantes eslavos que chegaram a região.[38]
- Parque Histórico Iguassu: Localiza-se a 29 km do Centro da cidade. É um parque que conta as origens da ocupação da região sul do Paraná, com a recriação de ambientes dos índios caingangues que habitavam a região, dos caboclos e dos imigrantes. Também são realizados passeios de barco sob o lago da usina de Foz do Areia.[41]
- Rota das Cachoeiras: Trata-se de um roteiro turístico pelas cachoeiras existentes no interior do município, através de um barco. São mais de 60 quedas d’água cada uma com uma beleza ímpar. O Parque Histórico Iguassu, também se inclui neste roteiro, proporcionando uma harmonia entre história e natureza.[42]
- Monumento ao Centenário: Situada na entrada da cidade pela BR-476, foi inaugurada para comemorar o centenário de emancipação política da cidade, em 27 de março de 1990. O monumento de 12 metros de altura, idealizado pelo arquiteto Ivahy Detlev Will, faz uma homenagem aos pioneiros que chegaram a cidade, além dos pinheirais e as boiadas que atravessaram o Rio Iguaçu.[40]
- Igreja Nossa Senhora dos Navegantes: Localizada no bairro Navegantes, esta igreja em formato de uma embarcação homenageia os navegantes do Rio Iguaçu.[38]
- Praça do Contestado : Inaugurada em 22 de setembro de 2012, a praça situa-se exatamente na divisa entre Paraná e Santa Catarina, sendo a única praça brasileira a ser erguida numa divisa entre estados. A praça possui um importante papel histórico tanto para União da Vitória quanto para Porto União, já que ambas as cidades estiveram no centro da Guerra do Contestado. Na praça há uma estátua de bronze do Monge João Maria, um chafariz luminoso, um monumento em homenagem aos ferroviários e um mosaico localizado exatamente na divisa entre Paraná e Santa Catarina.[43] O projeto da praça foi idealizado pelos arquitetos Eliziane Capeleti e Murilo Passos.[44]

### Esporte
Assim como na maioria das cidades do país o esporte mais conhecido e praticado no município é o futebol. O principal clube de futebol no município é a Associação Atlética Iguaçu, que foi fundada em 15 de agosto de 1971,. A equipe manda seus jogos no Estádio Municipal Antiocho Pereira, o principal estádio da cidade, que conta com uma capacidade de aproximadamente 12.000 pessoas. No passado, também havia o Palestra Itália de União da Vitória, que jogou no Campeonato Paranaense de Futebol de 1932 e 1933, o Agex/Iguaçu e o União.
Existe ainda a prática de outros esportes na cidade, especialmente o futebol de salão, basquete, motociclismo, vôlei, que são praticados em vários locais da cidade. O skate é considerado muito importante também.

### Eventos
Vários são os eventos que acontecem anualmente em União da Vitória, e que atraem os habitantes da cidade e turistas de outras localidades:
- Festa de Aniversário da Cidade: Realizado todo dia 27 de março na Praça Coronel Amazonas, com o corte do bolo de aniversário com uma metragem que condiz com a idade em que o município completa. Há ainda apresentações de dança, música, teatro, exposição de fotos históricas da cidade, entre outras atividades realizadas na praça.[46]
- Festa Nacional da Costela: Evento realizado todo ano no mês setembro, é uma festa que resgata a cultura sulista aliada a preparação da costela assada em fogo de chão. Há ainda shows, atrações artísticas, atrações infantis, praça de alimentação.[46]
- Festa de São Cristóvão: Festa anual em louvor a São Cristóvão, padroeiro dos motoristas, com bênção de veículos, almoço, bingo, entre outras atrações. Realizada em meados de julho na Paróquia Nossa Senhora da Salette, no bairro que leva o nome da paróquia.[46]

### Feriados
Em União da Vitória, há dois feriados municipais, definidos pela Lei nº 1.729 de 1991. Os feriados municipais são: o dia do padroeiro Sagrado Coração de Jesus e do aniversário da cidade, em 27 de março.